# Schmidt (film)
Schmidt (tytuł oryg. About Schmidt) – amerykańska tragikomedia z 2002 roku na podstawie powieści Louisa Begleya.

## Obsada
- Jack Nicholson – Warren Schmidt
- Kathy Bates – Roberta Hertzel
- Hope Davis – Jeannie Schmidt
- Dermot Mulroney – Randall Hertzel
- June Squibb – Helen Schmidt

## Fabuła
Główny bohater Warren Schmidt (Jack Nicholson), wieloletni aktuariusz, przechodzi na emeryturę. Czuje się niepotrzebny, spędza czas w domu w towarzystwie żony, do której nic nie czuje. W dodatku jego jedyna córka Jeannie planuje ślub z Randallem, przeciętnym sprzedawcą wodnych materacy, co jeszcze bardziej pogłębia kryzys Schmidta. Postanawia więc ruszyć do Denver, aby odwieść córkę od tego małżeństwa. Podróż ta staje się pretekstem do odnalezienia samego siebie i wartości w jego mało interesującym życiu.

## Nagrody i nominacje
Oscary za rok 2002
- Najlepszy aktor – Jack Nicholson (nominacja)
- Najlepsza aktorka drugoplanowa – Kathy Bates (nominacja)

Nagrody BAFTA 2002
- Najlepszy aktor – Jack Nicholson (nominacja)

Złote Globy 2002
- Najlepszy aktor dramatyczny – Jack Nicholson
- Najlepszy scenariusz – Alexander Payne, Jim Taylor
- Najlepszy film dramatyczny (nominacja)
- Najlepsza reżyseria – Alexander Payne (nominacja)
- Najlepsza aktorka drugoplanowa – Kathy Bates (nominacja)

Nagroda Satelita 2002
- Najlepszy aktor w dramacie – Jack Nicholson (nominacja)
- Najlepsza aktorka drugoplanowa w dramacie – Kathy Bates (nominacja)